# 国産み

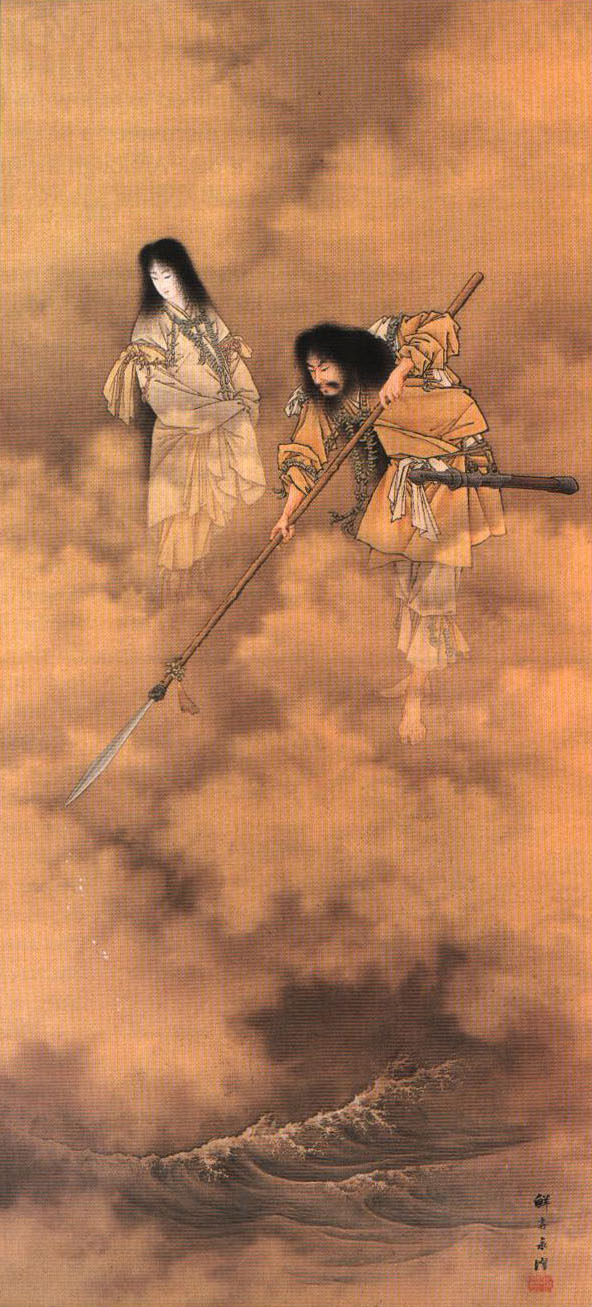
小林永濯『天之瓊矛を以て滄海を探るの図』（英題）Izanami and Izanagi Creating the Japanese Islands
イザナギ、イザナミの二神が天之瓊矛（天沼矛）で地上の渾沌を掻き回して大八島（日本の島々）を生み出そうとしている。
1880年代半ば（明治15年前後）作の肉筆浮世絵。絹本著色、軸装。ウィリアム・スタージス・ビゲロー旧蔵。ボストン美術館所蔵。

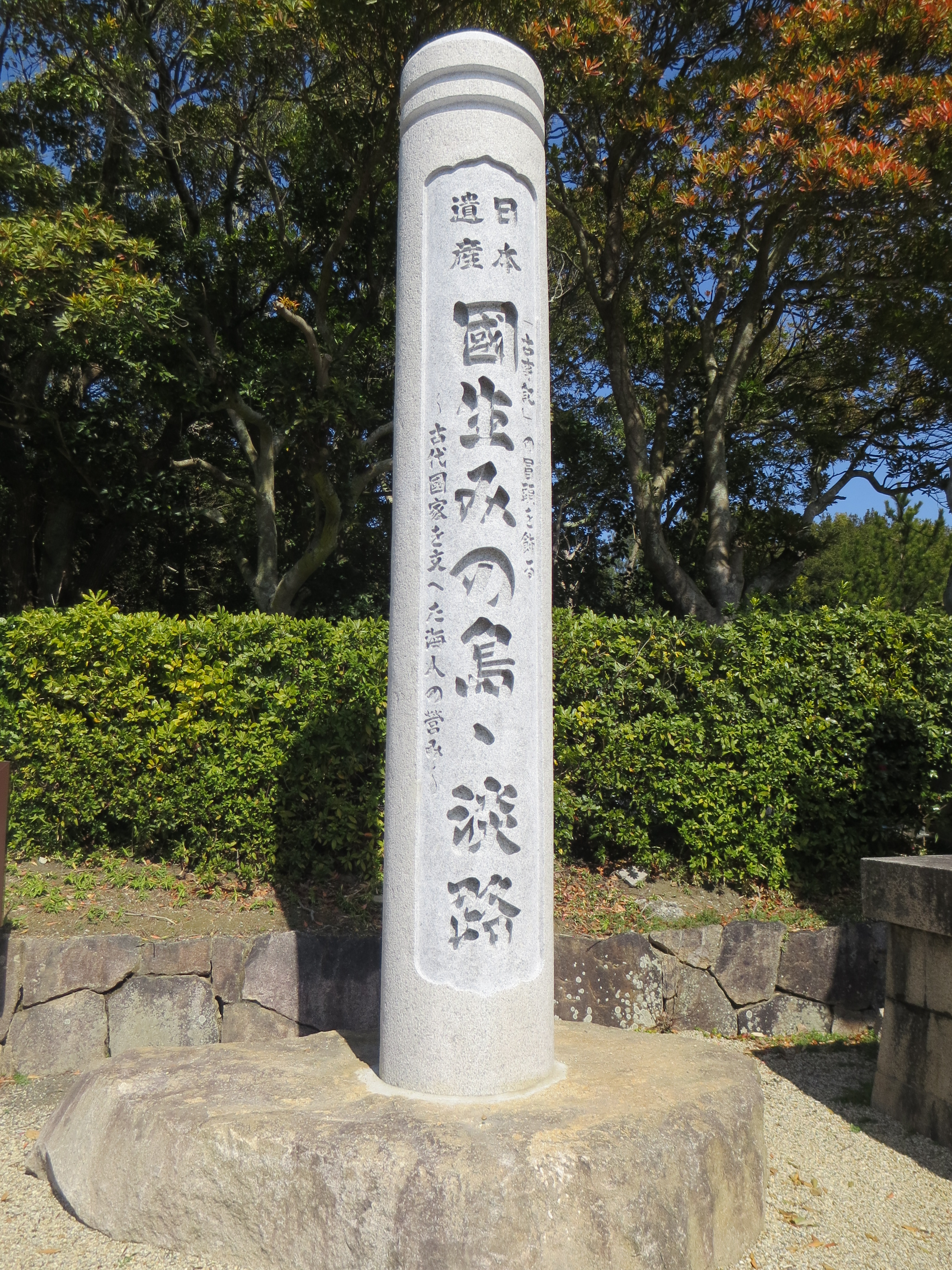
「日本遺産 國生みの島・淡路」碑／伊弉諾神宮（兵庫県淡路市多賀）大鳥居横に所在。日本遺産認定を機に、2017年（平成29年）9月23日建立。

国生み/国産み（くにうみ）とは、日本神話を構成する神話の一つで、日本の国土創世譚である。国生み神話ともいう。
イザナギとイザナミの二神が高天原の神々に命じられ、日本列島を構成する島々を創成した物語である。
なお、国生みの話の後には神生み/神産み（かみうみ）が続く。
本項では日本神話における国生みの物語を紐解いてゆくが、それは「大八島/大八洲（おおやしま）」すなわち日本の島々（日本列島）の、神話的の形成過程を読み解くことになる。

## あらすじ

### 古事記
『古事記』によれば、大八島は次のように生まれた。
伊邪那岐（イザナギ）、伊邪那美（イザナミ）の二神は、漂っていた大地を完成させるよう、別天津神（ことあまつがみ）たちに命じられる。別天津神たちは天沼矛（あめのぬぼこ）を二神に与えた。伊邪那岐、伊邪那美は天浮橋（あめのうきはし）に立ち、天沼矛で渾沌とした地上を掻き混ぜる。このとき、矛から滴り落ちたものが積もって淤能碁呂島（おのごろじま）となった。
二神は淤能碁呂島に降り、結婚する。まず淤能碁呂島に「天の御柱（みはしら）」と「八尋殿（やひろどの、広大な殿舎）」を建てた。『古事記』から引用すると、以下のようになる。
このようにして、二神は男女として交わることになる。伊邪那岐は左回りに伊邪那美は右回りに天の御柱の周囲を巡り、そうして出逢った所で、伊邪那美が先に「阿那迩夜志愛袁登古袁（あなにやし、えをとこを。意：ああ、なんという愛男〈愛おしい男、素晴らしい男〉だろう）」と伊邪那岐を褒め、次に伊耶那岐が「阿那邇夜志愛袁登売袁（あなにやし、えをとめを。意：ああ、なんという愛女〈愛おしい乙女、素晴らしい乙女〉だろう）」と伊邪那美を褒めてから、二神は目合った（性交した）。しかし、女性である伊邪那美のほうから誘ったため、正しい交わりでなかったということで、まともな子供が生まれなかった。二神は、最初に生まれた不具の子である水蛭子（ヒルコ）を葦船（あしぶね）（※『日本書紀』の場合は、堅固な樟（くす）で作った船『天磐櫲樟船〈あまのいわくすぶね〉』になっている）に乗せて流してしまい、次に淡島（アワシマ）が生まれたが、（明記こそされていないものの）またしても不具の子であったらしく、ヒルコともども伊邪那岐、伊邪那美の子供のうちに数えられていない。（『日本書紀』第四段本文では、イザナミがイザナギより先に声をかけたところ、イザナギが「吾は是男子（ますらを）なり。理（ことわり）当に先づ唱ふべし。」と言ってもう一度やり直しただけである。）
悩んだ二神は別天津神の下へと赴き、まともな子が生まれない理由を尋ねたところ、占いにより、女から誘うのがよくなかったとされた。そのため、二神は淤能碁呂島に戻り、今度は男性である伊邪那岐のほうから誘って再び目合った。

#### 島生み

国生み神話 SVGで表示（対応ブラウザのみ）

ここからこの二神は、大八島を構成する島々を生み出していった。生んだ島を順に記すと下のとおり。
※振り仮名は、平仮名が現代仮名遣い、片仮名は歴史的仮名遣で、前者と差異がある場合にのみ表記する。
1. 淡道之穂之狭別島（あわじのほのさわけのしま、アハヂノホノサワケシマ） - 淡路島。
2. 伊予之二名島（いよのふたなのしま） - 四国。
  - 胴体が1つで、顔が4つある。顔のそれぞれの名は以下の通り。
    - 愛比売（えひめ） - 伊予国。
    - 飯依比古（いいよりひこ、イヒヨリヒコ） - 讃岐国。
    - 大宜都比売（おおげつひめ、オホゲツヒメ） - 阿波国（後に食物神としても登場する）。
    - 建依別（たけよりわけ） - 土佐国。
3. 隠伎之三子島（おきのみつごのしま） - 隠岐島。
  - 別名は天之忍許呂別（あめのおしころわけ）
4. 筑紫島（つくしのしま） - 九州。
  - 胴体が1つで、顔が4つある。顔のそれぞれの名は以下の通り。
    - 白日別（しらひわけ） - 筑紫国。
    - 豊日別（とよひわけ） - 豊国。
    - 建日向日豊久士比泥別（たけひむかいとよくじひねわけ、タケヒムカヒトヨクジヒネワケ） - 肥国。
    - 建日別（たけひわけ） - 熊曽国。
5. 伊伎島（いきのしま） - 壱岐島。
  - 別名は天比登都柱（あめのひとつばしら）
6. 津島（つしま） - 対馬。
  - 別名は天之狭手依比売（あめのさでよりひめ）
7. 佐度島（さどのしま） - 佐渡島。
8. 大倭豊秋津島（おおやまととよあきつしま、オホヤマトトヨアキツシマ） - 本州。
  - 別名は天御虚空豊秋津根別（あまつみそらとよあきつねわけ）

以上の八島が最初に生成されたため、日本を大八島国（おおやしまのくに、オホヤシマノクニ）という。二神は続けて6島を産む。
1. 吉備児島（きびのこじま） - 児島半島。半島となったのは江戸時代で、それ以前は島であった。
  - 別名は建日方別（たけひかたわけ）
2. 小豆島（あずきじま、アヅキジマ） - 小豆島。
  - 別名は大野手比売（おおぬてひめ、オホヌテヒメ）
3. 大島（おおしま、オホシマ） - 屋代島（周防大島）。
  - 別名は大多麻流別（おおたまるわけ、オホタマルワケ）
4. 女島（ひめじま） - 姫島。
  - 別名は天一根（あめのひとつね）
5. 知訶島（ちかのしま） - 五島列島。
  - 別名は天之忍男（あめのおしお、アメノオシヲ）
6. 両児島（ふたごのしま） - 男女群島。
  - 別名は天両屋（あめのふたや）

### 日本書紀
『日本書紀』の記述は、基本的に、伊奘諾（イザナギ）、伊奘冉（イザナミ）が自発的に国生みを進める（巻一第四段）。本文では、「底下（そこつした）に豈国無けむや」といって国生みを始めている。また、伊奘諾、伊奘冉のことをそれぞれ「陽神」「陰神」と呼ぶなど、陰陽思想の強い影響がみられる。『古事記』と同様、天降った伊奘諾、伊奘冉は天浮橋（あめのうきはし）に立ち、天之瓊矛（あめのぬぼこ。『古事記』でいう天沼矛）で渾沌とした地上を掻き混ぜる。このとき、「滄溟」（あをうなはら）を得た矛から滴り落ちた潮が積もって島（オノゴロシマ）となった。ただし、このとき、他の天つ神は登場しない。一書第一は特に『古事記』に類似し、天神が産み損じの理由を占い、時日を定めて二神を再び降したとする。ただし、どのように時日を定めたかは記述が無い。

## 比較表
ここでは『古事記』と『日本書紀』を国生みの順に沿って比較する。漢字表記は当時の表記、あるいは、その代表的一例（※現状では編集が徹底しておらず、表記揺れがある）。振り仮名は、平仮名が現代仮名遣い、片仮名は歴史的仮名遣で、前者と差異がある場合にのみ表記する。
| 古事記           | 日本書紀       | 日本書紀       | 日本書紀       | 日本書紀       | 日本書紀       | 日本書紀       |
| 古事記           | 本文           | 一書第1        | 一書第2        | 一書第3        | 一書第4        | 一書第5        |
| ---------------- | -------------- | -------------- | -------------- | -------------- | -------------- | -------------- |
| 淡道之穂之狭別嶋 | 淡路洲         | 大日本豐秋津洲 | 淡路洲、淡洲   | 淡路洲         | 淡路洲         | 淡路洲         |
| 伊豫之二名島     | 大日本豐秋津洲 | 淡路洲         | 大日本豐秋津洲 | 大日本豐秋津洲 | 大日本豐秋津洲 | 大日本豐秋津洲 |
| 隱伎之三子島     | 伊豫二名洲     | 伊豫二名洲     | 伊豫洲         | 伊豫二名洲     | 伊豫二名洲     | 淡洲           |
| 筑紫島           | 筑紫洲         | 筑紫洲         | 筑紫洲         | 億岐洲         | 筑紫洲         | 伊豫二名洲     |
| 伊岐島           | 億岐洲、佐度洲 | 億岐三子洲     | 億岐洲、佐度洲 | 佐度洲         | 吉備子洲       | 億岐三子洲     |
| 津島             | 越洲           | 佐度洲         | 越洲           | 筑紫洲         | 億岐洲、佐度洲 | 佐度洲         |
| 佐渡嶋           | 大洲           | 越洲           | 大洲           | 壹岐洲         | 越洲           | 筑紫洲         |
| 大倭豐秋津島     | 吉備子洲       | 吉備子洲       | 子洲           | 對馬洲         |                | 吉備子洲       |
| 吉備兒島         |                |                |                |                |                | 大洲           |
| 小豆島           |                |                |                |                |                |                |
| 大島             |                |                |                |                |                |                |
| 女島             |                |                |                |                |                |                |
| 知訶島           |                |                |                |                |                |                |
| 兩兒島           |                |                |                |                |                |                |

## 類似の説話
中国の国産み神話の神には、伏羲と女媧の男女神がいる。淮南子・風俗通義・楚辞などに現われるが、淮南子は前漢の武帝の頃、淮南王劉安（紀元前179年 - 紀元前122年）が学者を集めて編纂させた思想書で、『日本書紀』冒頭の「古（いにしえ）に天地未だ剖（わか）れず、陰陽分れざりしとき……」の節の典拠となっている。
またこの島生みは、中国南部、琉球諸島から東南アジアに広く分布する「洪水説話」に似た点も多いとされる。大洪水の後で兄妹だけが生き残って陸地にたどり着く。山や樹木のような高い物の周りを巡ったのちに性交するが、やり方が正しくなかったために最初は肉塊や動物が生まれてしまう。その後に神々から適切な交わり方を教えられ、ようやく男児や女児が生まれるというものである。
呉（222年 - 280年）の時代の中国神話の天地開闢では、元始天尊のうちの盤古が崩御したとき、頭が五つの山に、左目は太陽に、右目は月に、血液は海に、毛髪は草木に、涙が川に、呼気が風に、声が雷になったという話がある。